# Aiguafreda
Aiguafreda ist eine katalanische Gemeinde in der Provinz Barcelona im Nordosten Spaniens. Sie liegt in der Comarca Vallès Oriental. 
Beim Ort liegen drei Dolmen und die "Barraca d'en Tano".
Der 1917 von Mossèn Jaume Vilaró entdeckte Dolmen von Can Serra de l’Arca II liegt nordöstlich von Aiguafreda. Er ist eine rechteckige Steinkiste aus dem Chalkolithikum (2200 bis 1800 v. Chr.), die 1917 vom Centre Excursionista de Vic (CEV) und 1962 von R. Batista ausgegraben wurde.

Dolmen
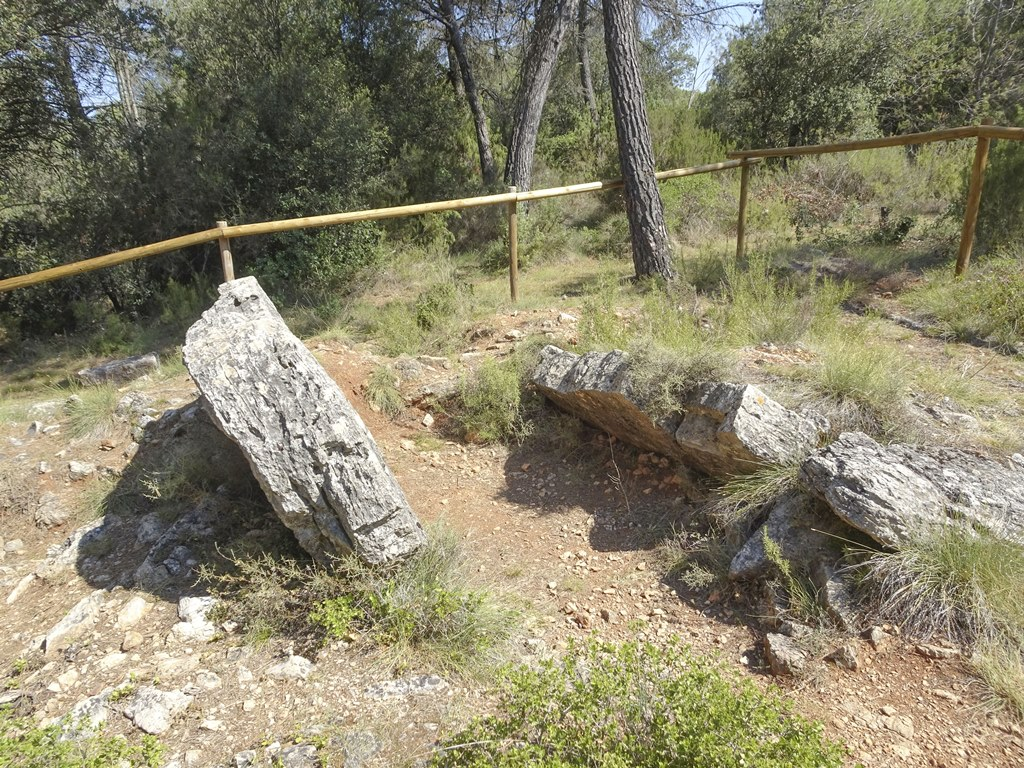
Dolmen de Cruïlles
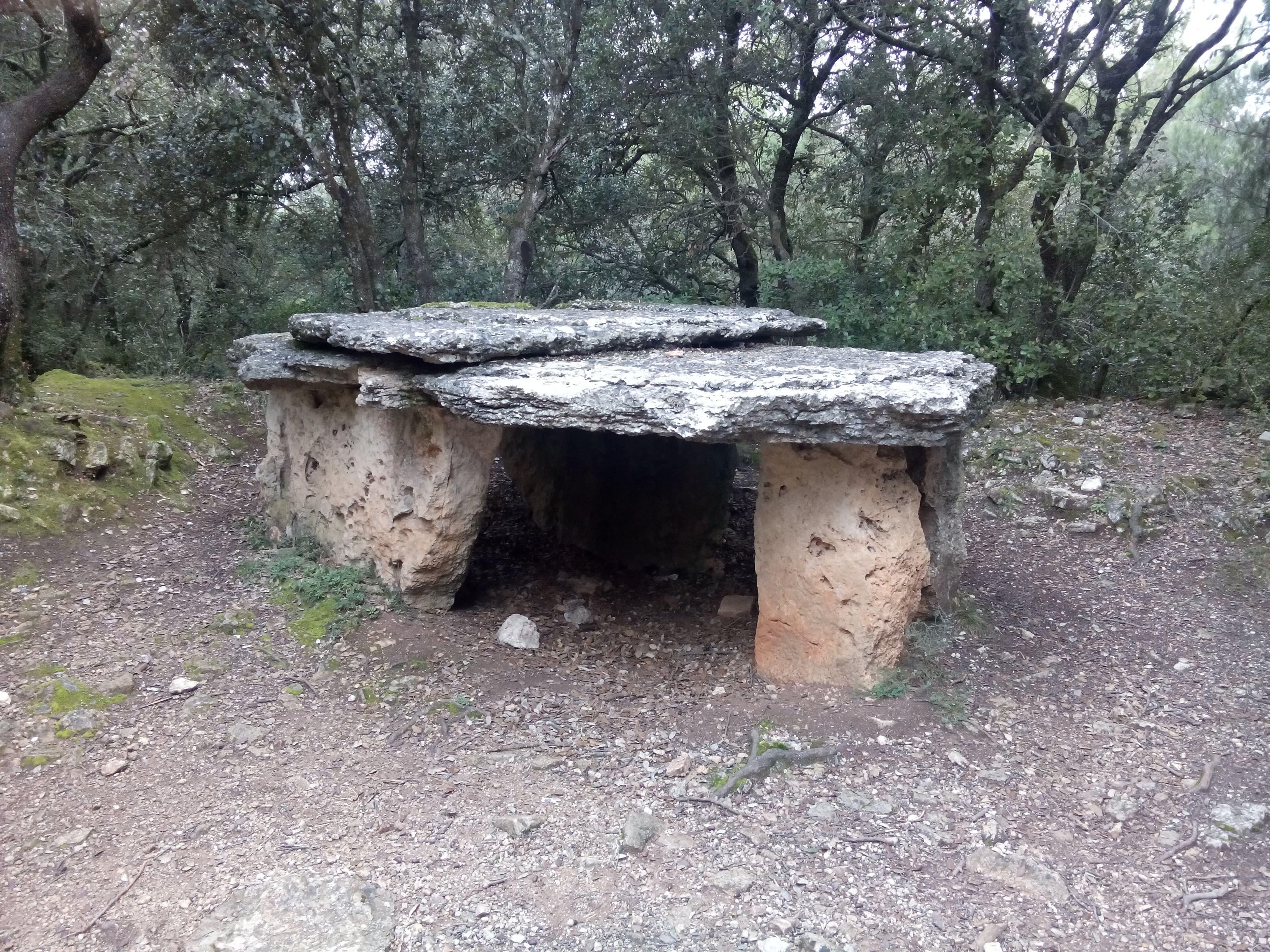
Dolmen de Can Serra de l’Arca
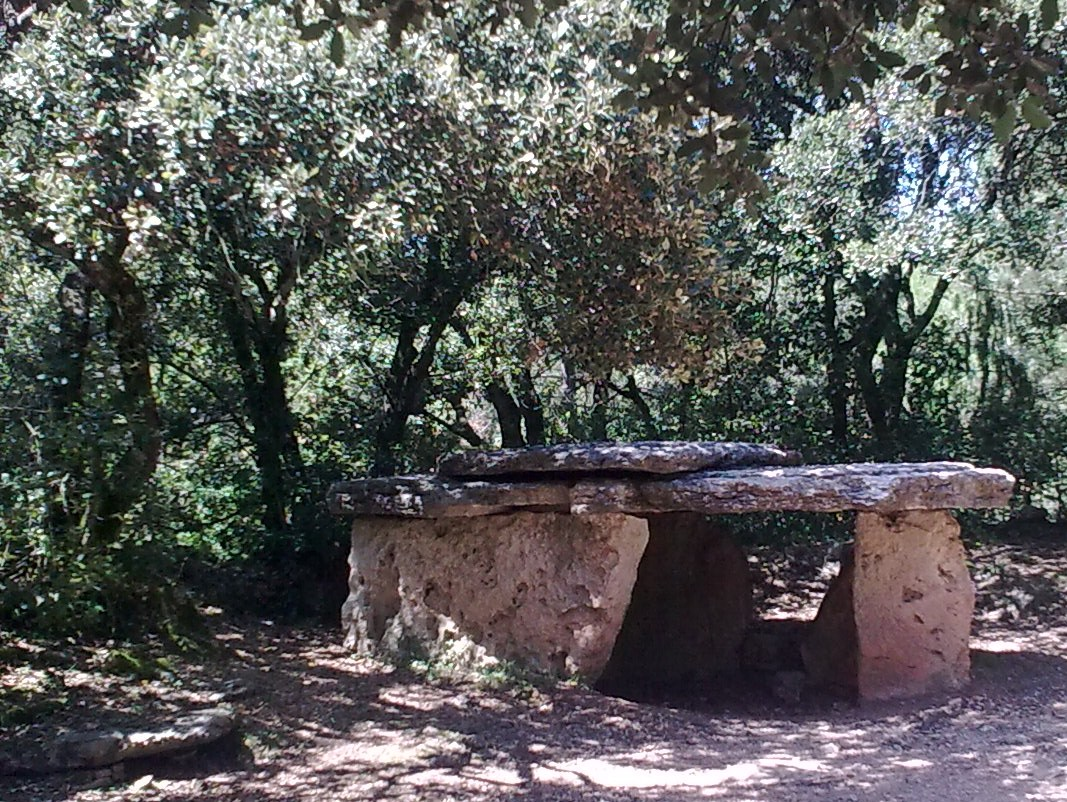
Dolmen Pla del Boix
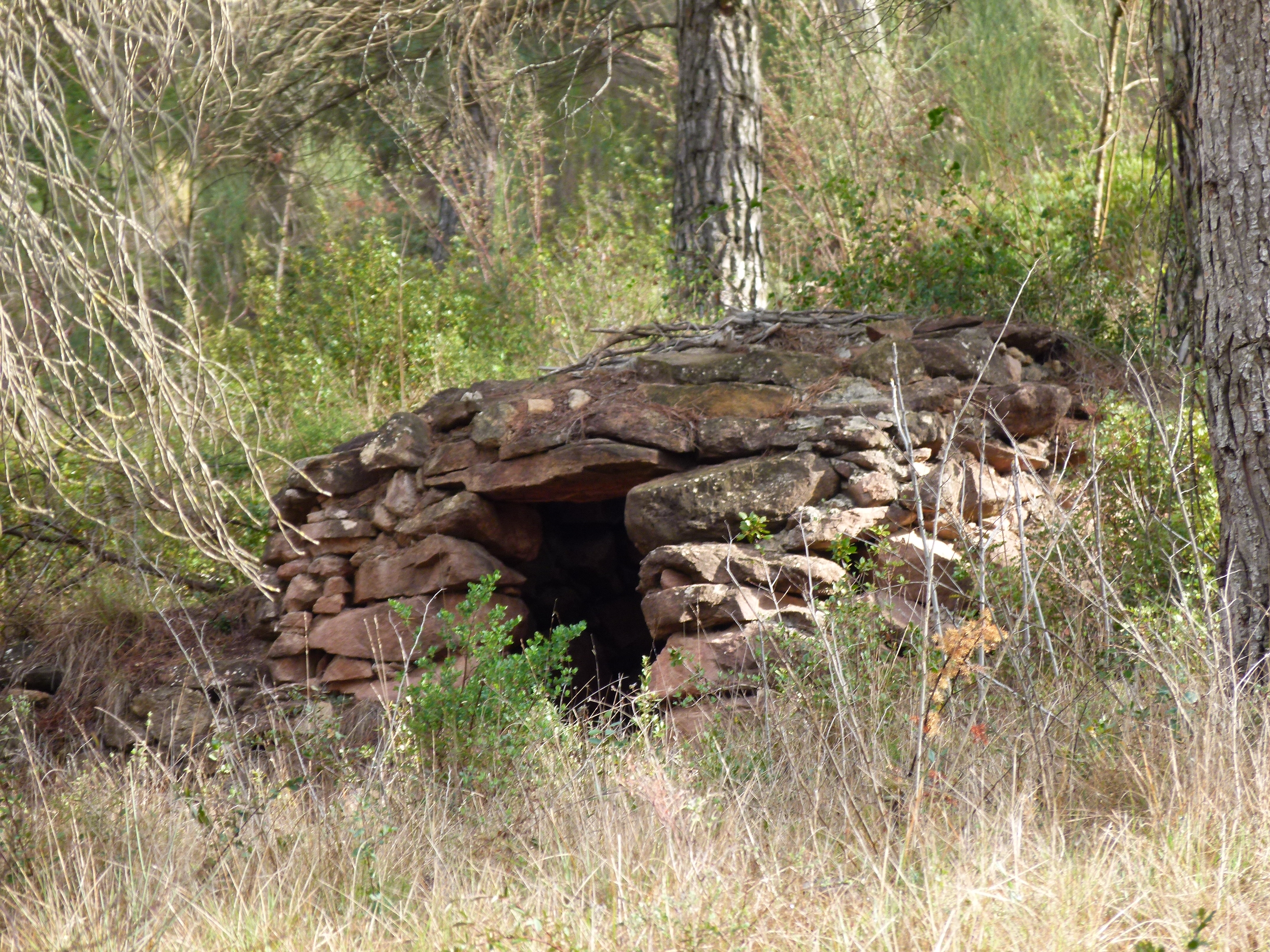
Barraca d'en Tano